# Neveklov
Neveklov (německy Neweklau) je město v okrese Benešov. Žije v něm přibližně 2 800 obyvatel a správní území města obce měří 5 445 ha. Ve vzdálenosti 12 km východně leží město Benešov, 14 km jihozápadně město Sedlčany, 25 km západně město Dobříš a 27 km severně město Říčany. Západně od města protéká Tloskovský potok, který je levostranným přítokem Janovického potoka.

## Název
Předpokládaný původní tvar názvu města byl Nevyklov nebo Neviklov a odvozen byl ve významu Nevyklův dvůr. V historických pramenech se jméno města objevuje ve tvarech: Neueclow (1285), Neveclov (1301), Newieclowa (1384), Neweklow (1352–1399), de Newieklowa (1389), Neweklow a Newyeklow (1396), Neweklow (1405), de Neweklowa (1483), z Neweklowa (1563) a Neweklow (1578 a 1654).

## Historie
První písemná zmínka o městě pochází z roku 1285, ve kterém Jindřich z Rožmberka prodal neveklovské panství za tři sta hřiven stříbra zderazskému klášteru. Jindřich od kláštera dostal jen 260 hřiven, ale ve smlouvě si vymínil, že se v Neveklově může třikrát ročně ubytovat spolu s doprovodem v počtu 20–24 osob.
V sále zdejší sokolovny vystoupil 11. května 1940 na svém posledním koncertě houslista Jan Kubelík.
Za druhé světové války se město stalo součástí vojenského cvičiště Zbraní SS Benešov a jeho obyvatelé se museli 31. prosince 1943 vystěhovat.
Dne 10. října 2006 byl obci navrácen status města.

### Územněsprávní začlenění
Dějiny územněsprávního začleňování zahrnují období od roku 1850 do současnosti. V chronologickém přehledu je uvedena územně administrativní příslušnost obce v roce, kdy ke změně došlo:
- 1850 země česká, kraj České Budějovice, politický okres Benešov, soudní okres Neveklov[9]
- 1855 země česká, kraj Tábor, soudní okres Neveklov
- 1868 země česká, politický okres Benešov, soudní okres Neveklov
- 1939 země česká, Oberlandrat Tábor, politický okres Benešov, soudní okres Neveklov[10]
- 1942 země česká, Oberlandrat Praha, politický okres Benešov, soudní okres Neveklov[11]
- 1945 země česká, správní okres Benešov, soudní okres Neveklov[12]
- 1949 Pražský kraj, okres Benešov[13]
- 1960 Středočeský kraj, okres Benešov
- 2003 Středočeský kraj, okres Benešov, obec s rozšířenou působností Benešov

### Rok 1932
Ve městě Neveklov (přísl. Dubovka, 1084 obyvatel) byly v roce 1932 evidovány tyto živnosti a obchody:
- Instituce a průmysl: poštovní úřad, telefonní úřad, telegrafní úřad, okresní soud, důchodkový kontrolní úřad, četnická stanice, katol. kostel, českoslov. kostel, synagoga, sbor dobrovolných hasičů, obchodní grémium, společenstvo živností stavebních, potravních, oděvních, kolářů a kovářů, cementářské družstvo invalidů, cihelna, skladištní hospodářské družstvo, 2 pily, výroba obuvnických svršků.
- Služby (výběr): 2 lékaři, zvěrolékař, notář, 4 autodopravci, bio Sokol, 2 cukráři, drogerie, hodinář, 5 hostinců, hotel Radnice, 2 kamnáři, kapelník, knihař, kožišník, lakýrník, lékárna, malíř, První česká vzájemná poojišťovna, sklenář, Městská spořitelna v Neveklově, Okresní hospodářská záložna, Živnostenská záložna v Neveklově, stavitel, tesařský mistr, 3 zahradnictví, zednický mistr, železářství.

V obci Bělice (303 obyvatel, katol. kostel, samostatná obec se později stala součástí Neveklova) byly v roce 1932 evidovány tyto živnosti a obchody: bednář, cihelna, hostinec, kovář, 2 krejčí, obuvník, 2 rolníci, řezník, obchod se smíšeným zbožím, Spořitelní a záložní spolek pro Bělici, trafika, truhlář.
V obci Podělusy (100 obyvatel, samostatná obec se později stala součástí Neveklova) byly v roce 1932 evidovány tyto živnosti a obchody: cihelna, 2 hostince, kovář, mlýn, obuvník, 5 rolníků, trafika.

## Části města
Město se dělí na 23 částí a 20 základních sídelních jednotek, které leží na 9 katastrálních územích:
| část obce     | katastr                                       | základní sídelní jednotky |
| ------------- | --------------------------------------------- | ------------------------- |
| Neveklov      | Neveklov                                      | Neveklov                  |
| Bělice        | Bělice                                        | Bělice, Kelce             |
| Blažim        | Blažim nad Vltavou                            | Blažim                    |
| Borovka       | Mlékovice u Neveklova                         | Borovka                   |
| Dalešice      | Dalešice nad Vltavou                          | Dalešice                  |
| Doloplazy     | Neštětice                                     | Neštětice                 |
| Dubovka       | Neveklov                                      | Dubovka                   |
| Heroutice     | Mlékovice u Neveklova                         | —                         |
| Hůrka Kapinos | Zádolí u Neveklova                            | Hůrka Kapinos             |
| Chvojínek     | Neštětice                                     | Chvojínek                 |
| Jablonná      | Jablonná nad Vltavou                          | Jablonná                  |
| Kožlí         | Přibyšice                                     | Přibyšice                 |
| Lipka         | Mlékovice u Neveklova                         | Lipka                     |
| Mlékovice     | Mlékovice u Neveklova                         | Mlékovice                 |
| Nebřich       | Jablonná nad Vltavou                          | Nebřich                   |
| Neštětice     | Neštětice                                     | Neštětice                 |
| Ouštice       | Mlékovice u Neveklova                         | Ouštice                   |
| Přibyšice     | Přibyšice                                     | Přibyšice                 |
| Radslavice    | Mlékovice u Neveklova                         | Radslavice                |
| Spolí         | Zádolí u Neveklova                            | Spolí                     |
| Tloskov       | Mlékovice u Neveklova (jen Cihelna), Neveklov | Borovka, Tloskov          |
| Zádolí        | Zádolí u Neveklova                            | Zádolí                    |
| Zárybnice     | Zádolí u Neveklova                            | Hůrka Kapinos             |

Od 1. ledna 1976 do 31. prosince 1991 k městu patřil i Stranný a od 1. ledna 1980 do 23. listopadu 1990 také Tisem.

## Doprava
- Pozemní komunikace – Městem vedou silnice II/105 Jesenice – Jílové u Prahy – Neveklov – Sedlčany – Milevsko a II/114 Benešov – Neveklov – Nový Knín – Dobříš.
- Železniční trať ani stanice na území města nejsou.
- Autobusová doprava od 1. dubna 2021 – V městě zastavovaly autobusové linky jedoucí do těchto cílů: Benešov (753, 754, 755 a 759), Jílové u Prahy a Praha (332), Sedlčany a Příbram (754 v Křečovicích E14), Týnec nad Sázavou (753) a Bystřice (759)

Městem vedou cyklotrasy č. 11 Praha – Týnec nad Sázavou – Neveklov – Sedlčany – Sedlec-Prčice – Tábor a č. 0094 Neveklov – Nesvačily – Bystřice – Postupice. Správním územím města vedou turisticky značené trasy:
- červeně: Benešov – Neveklov – Živohošť – Slapy
- červeně: Neveklov – Křečovice – Sedlčany
- zeleně: Neveklov – Maršovice – Olbramovice
- zeleně: Měřín – Jablonná – Tuchyně – Netvořice
- modře: Pod Hájkem – Netluky – Radějovice – Tuchyně – Rabyně
- žlutě: Nedvězí – Blaženice – Jablonná – Blažim – Nahoruby
- modře: Jablonná – Nebřich – Živohošťský most

## Kulturní zařízení
Dnešní Městská knihovna byla založena jako veřejná obecní knihovna v roce 1896. Knihy do knihovny věnovali místní občané. V roce 1919 byla ustanovena knihovní rada. V letech 1939–1945 došlo ke ztrátám knih, část knih byla zachráněna tím, že byly zakopány. V roce 1967 nastoupil první profesionální pracovník. V roce 1980 byla přestěhována do větších a vhodnějších prostor. V roce 2001 byl zaveden automatizovaný výpůjční systém a v roce 2002 zřízena veřejná internetová stanice.

## Pamětihodnosti
- Kostel svatého Havla
- Kaple Panny Marie
- Židovský hřbitov
- Boží muka na náměstí
- Boží muka u silnice
- Milník
- Děkanství v Komenského ulici
- Synagoga v Táborské ulici

## Rodáci
- Vojtěch Kareš (1777–1824), římskokatolický duchovní
- Ladislav Nebeský (1893–1942), lékař, odbojář